# قروح
 قروح هي إحدى القرى اللبنانية من قرى قضاء جزين في محافظة الجنوب.